# Batilly (Meurthe-et-Moselle)
Batilly é uma comuna francesa na região administrativa de Grande Leste, no departamento de Meurthe-et-Moselle. Estende-se por uma área de 6,37 km². Em 2010 a comuna tinha 1 298 habitantes (densidade: 203,8 hab./km²).